# Grézieu-la-Varenne
Grézieu-la-Varenne is een gemeente in het Franse departement Rhône (regio Auvergne-Rhône-Alpes) en telde op 1 januari 2022 6.284 inwoners.

## Geschiedenis
De gemeente maakte tot maart 2015 deel uit van het kanton Vaugneray dat tot 1 januari 2015 onderdeel was geweest van het arrondissement Lyon. Brindas werd afgescheiden van het kanton opgenomen in een nieuwgevormd kanton Brignais. Beide kantons werden onderdeel van het arrondissement Villefranche-sur-Saône. Sinds 2017 hoort het kanton Brignais weer bij het arrondissement Lyon.

## Geografie
De oppervlakte van Grézieu-la-Varenne bedroeg op 1 januari 2022 7,45 vierkante kilometer; de bevolkingsdichtheid was toen 843,5 inwoners per km².

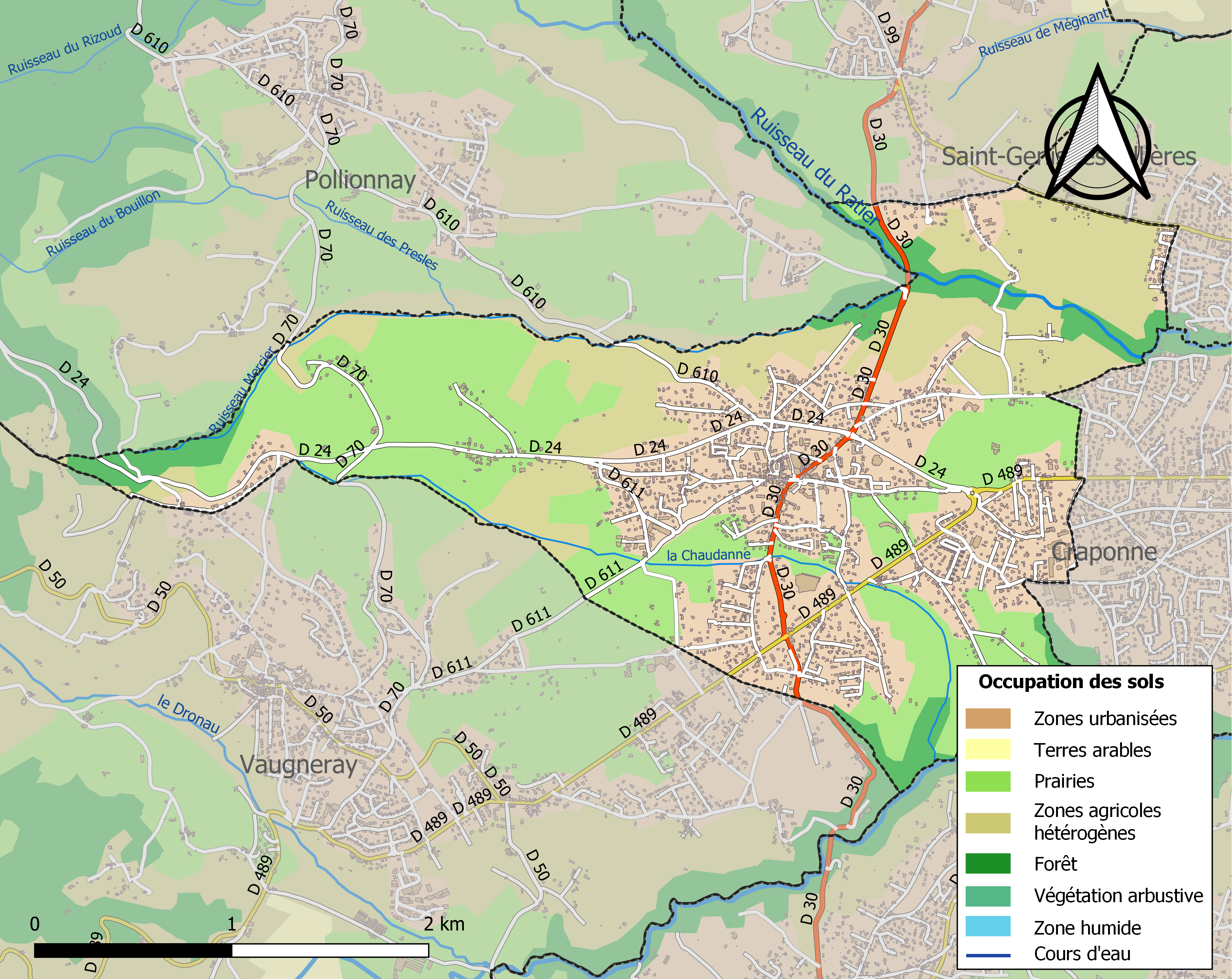
Kaart van de gemeente met de belangrijkste infrastructuur, bodemgebruik en omliggende gemeenten

## Demografie
Onderstaande figuur toont het verloop van het inwonertal (bron: INSEE-tellingen).

## Afbeeldingen

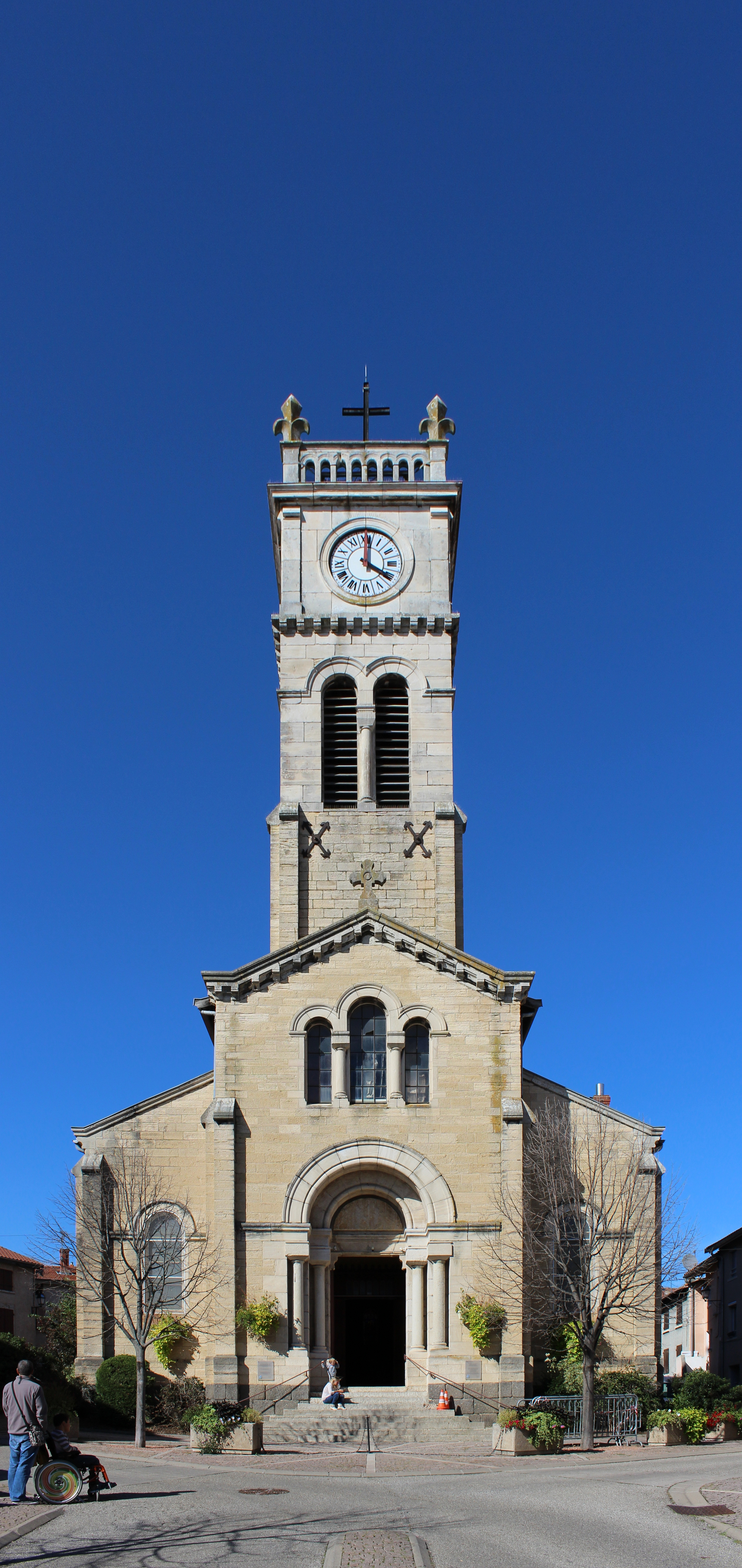
Église Saint-Roch
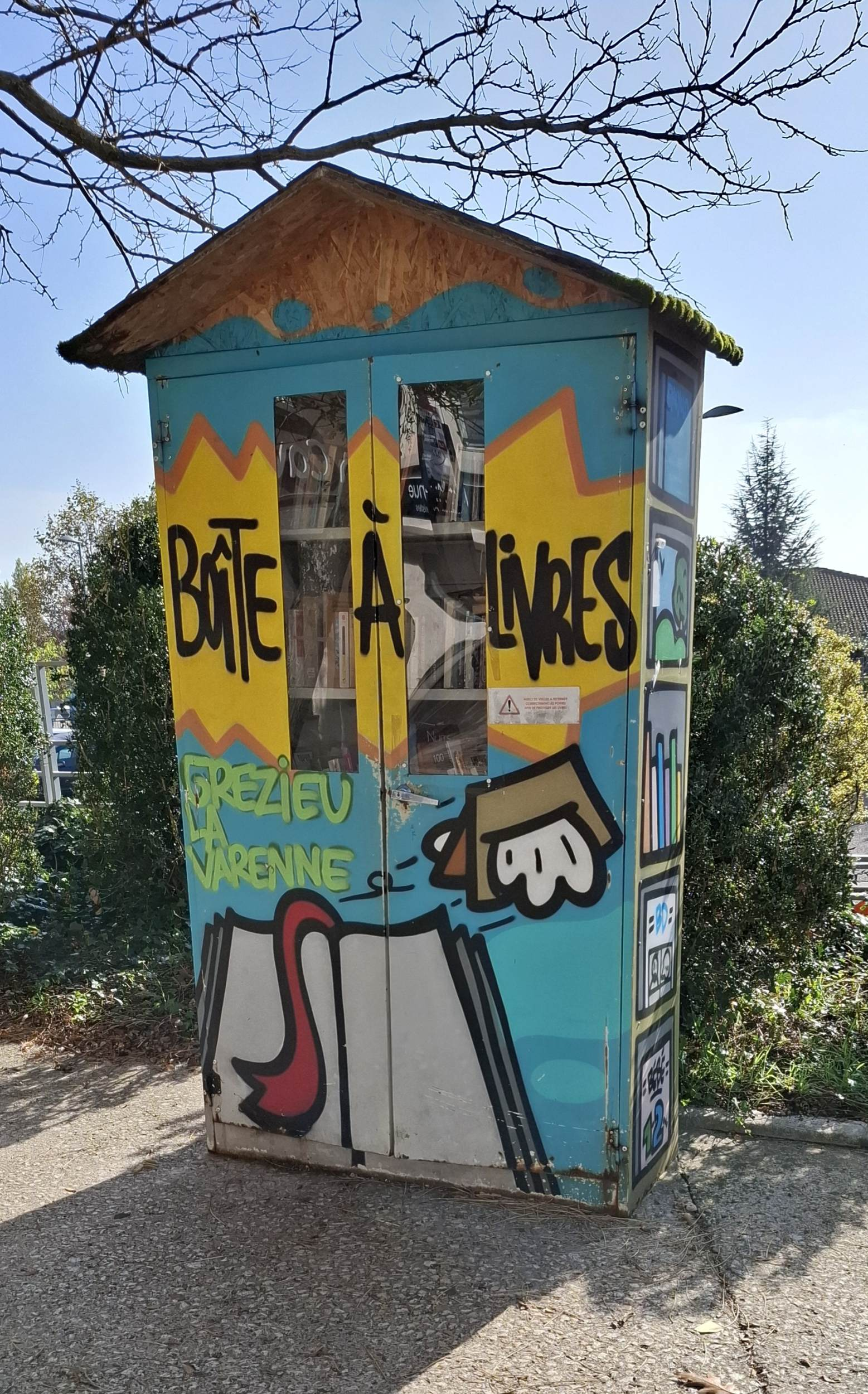
Minibieb